# Leopold Antonín Koželuh
(Leopold) Jan Antonín Tomáš Koželuh (ook: Leopold Anton Ko(t)zeluch of ook: Koziluch, Koziluh, Koscheluch, Goscheloch) (Velvary bij Praag, Bohemen, 26 juni 1747 – Wenen, 7 mei 1818) was een Boheems componist, muziekpedagoog en pianist. Hij is een neef van de componist Jan Evangelista Antonín Koželuh. De pianiste Katharina Koželuh (1785-1858) was zijn dochter.

## Levensloop

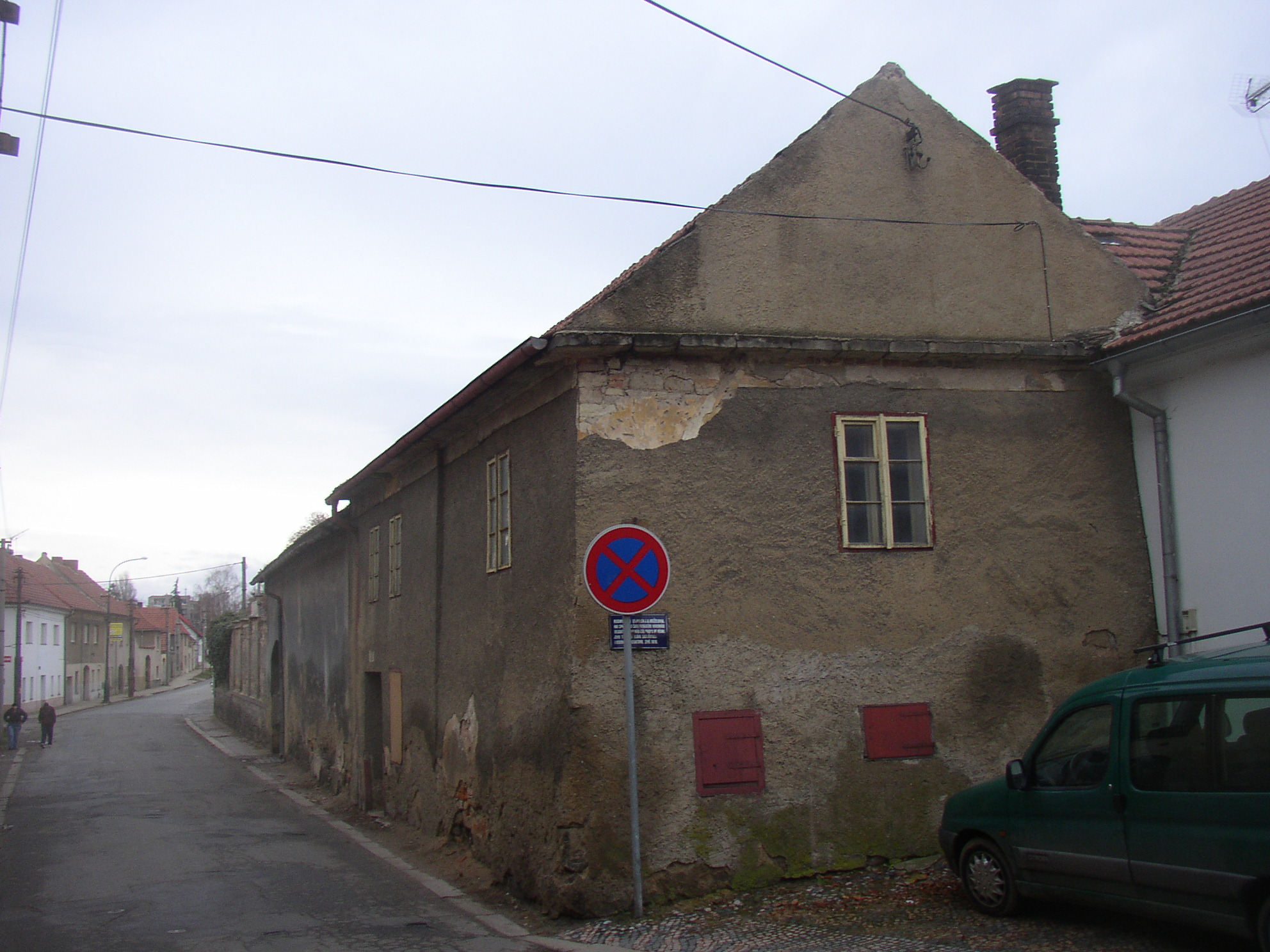
Geboortehuis van de componist

Jan Antonín Koželuh was de zoon van een schoenmaker Antonín Bartholomäus Koželuh. Zijn eerste muzieklessen kreeg hij in Velvary van Antonín Kubík, latere van zijn neef Jan Evangelista Antonín Koželuh en František Xaver Dušek. Hij ging naar het gymnasium te Praag en begon later met een studie rechten. Na enkele semesters brak hij zijn studie af en concentreerde hij zich uitsluitend op de muziek. Om verwisselingen met zijn neef te voorkomen, veranderde hij in 1774 zijn naam en heette hij voortaan Leopold (Antonín) Koželuh.
In 1771 debuteerde hij met een ballet aan het Nationaal Theater in Praag. Hierop volgden rond 25 werken voor dit ensemble in de volgende zeven jaren. In 1778 vertrok hij naar Wenen en werd vermoedelijk voor korte tijd een leerling van Johann Georg Albrechtsberger. Al spoedig werd Koželuh een gevierde pianist. Als opvolger van Georg Christoph Wagenseil werd hij aan het keizerlijke hof de leraar van aartshertogin Maria Elisabeth, de dochter van keizerin Maria Theresia van Oostenrijk.
Na het overlijden van Wolfgang Amadeus Mozart werd hij bij Frans I van Oostenrijk in 1792 kamer-kapelmeester en hof-componist. Bijzondere leerlingen, zoals de blinde pianiste Maria Theresia Paradis, gaf hij thuis privélessen.
Overtuigd van de ideeën van de vrijmetselaars werd hij in Wenen lid van de loges Zum Palmbaum en Zu den drei Adlern.
Al bij zijn leven werd hij in heel Europa gewaardeerd. In het "Wiener Jahrbuch" van 1796 is te lezen: Kozeluh ist im ganzen musikalischen Europa rühmlich bekannt. Zijn symfonieën werden door Joseph Haydn in Londen meerdere malen uitgevoerd. In zijn beste werken zijn al kenmerken van de muzikale taal van Ludwig van Beethoven en Franz Schubert te horen.

## Werken
Als componist schreef hij rond de 400 werken, waaronder rond 30 symfonieën, 22 concerten voor piano, 2 concerten voor klarinet, 24 sonates voor piano en viool, 63 trio's met piano, 2 oratoria, negen cantates en verschillende kerkmuziekcomposities. Verder schreef hij 6 opera's en 6 balletten, maar die zijn met uitzondering van één opera spoorloos verdwenen.

## Composities

### Werken voor orkest

#### Symfonieën
- Symfonie in D groot No. I
  1. Adagio. Allegro
  2. Poco adagio
  3. Menuetto (Vivace)
  4. Presto con fuoco
- Symfonie in F groot No. II
  1. Allegro molto
  2. Poco adagio
  3. Menuetto (Allegretto)
  4. Presto
- Symfonie in g klein No. III
- Symfonie in A groot "À la Française" Nr. 10
  1. Allegro di molto
  2. Poco Adagio ma piu Andante
  3. Menuetto - Trio
  4. Presto
- Symfonie in Bes groot "L'Irresoluto" Nr. 11
- Symfonie in C groot Nr. 6
- Symfonie in D groot "Périodique" Nr. 3
- Symfonie in F groot Nr. 4
- Symfonie in g klein Nr. 5
- Sinfonia concertante in Es groot, voor mandoline, trompet, contrabas, piano en orkest
- Sinfonia concertante in C groot, voor fluit, hobo, fagot, cello, klavecimbel en orkest

#### Concerten voor instrumenten en orkest
- Concert in C groot, voor fagot en orkest
- Concert in g klein, voor fagot en strijkorkest
- Concert in Bes groot, voor piano vierhandig en orkest
- Concert nr. 1 in F groot, voor piano en orkest
- Concert nr. 2 in D groot, voor piano en orkest
- Concert nr. 3, voor piano en orkest
- Concert nr. 4 in A groot, voor piano en orkest
- Concert nr. 5 in Es groot, voor piano en orkest
- Concert nr. 1 in Es groot, voor klarinet en orkest
- Concert nr. 2 in Es groot, voor klarinet en orkest

### Werken voor harmonieorkest
- Cassation in Es groot, voor 2 klarinetten, 2 hoorns en fagot
- Harmonie in F groot, voor 2 hobo's, 2 klarinetten, 2 hoorns, 2 fagotten en bas
- Oktet Concertant - Parthia in Bes groot, voor hobo solo, fluit, hobo, 2 klarinetten, 2 hoorns, 2 fagotten en bas
  1. Allegro moderato
  2. Menuetto
  3. Adagio
  4. Presto retirade
- Oktet - Parthia in F groot, voor 2 hobo's, 2 klarinetten, 2 hoorns, 2 fagotten en bas
- Parthia "a la camera" in c klein, voor 2 hobo's, 2 klarinetten, 2 hoorns, 2 fagotten en bas
- Parthia "A La Camera" in Bes groot, voor 2 hobo's, 2 klarinetten, 2 hoorns, 2 fagotten en bas
- Partita č. 22, voor 2 fluiten, 2 klarinetten, 2 hoorns en 2 fagotten
- Partita č. 23, voor 2 fluiten, 2 klarinetten, 2 trompetten en 2 hoorns
- Sextet No. 3 in Es groot, voor 2 klarinetten, 2 hoorns, 2 fagotten en bas
- Symfonie No. 3 in Es groot, voor 2 fluiten, 2 hobo's, 2 klarinetten, 2 hoorns, 2 fagotten en bas
  1. Largo - Allegro
  2. Romance
  3. Menuetto
  4. Rondeau. Allegro
- Theresia Fanfare, voor natuur-hoorns

### Missen, oratoria en gewijde muziek
- 1787 Moisè in Egitto (Moses in Egypte), oratiorium voor 4 solisten, gemengd koor en orkest gebaseerd op het boek "Exodus" uit het Oude Testament
- Missa pastoralis in D groot, voor 4 solisten, gemengd koor en orkest
- La Giuditta, oratorium

### Muziektheater

#### Opera's
| Voltooid in | titel                                                                | aktes   | première                                    | libretto                                |
| ----------- | -------------------------------------------------------------------- | ------- | ------------------------------------------- | --------------------------------------- |
| 1780        | Mazet (Le Muzet)                                                     | 2 aktes | 1780 of 1786, Wenen, Theater am Kärntnertor | Louis Anseaume naar Jean de La Fontaine |
| 1789        | Debora e Sisara                                                      | 2 aktes | Lente 1789, Wenen, Burgtheater              | Carlo Sernicola                         |
| 1792        | Gustav Wasa                                                          | 3 aktes |                                             |                                         |
| 1795        | Didone abbandonata                                                   | 3 aktes | 1795, Wenen, Burgtheater                    | Pietro Metastasio                       |
| 1789        | Télémaque dans l'île de Calypso (Telemach auf der Insel der Kalypso) | 2 aktes | 1789, Praag                                 | J. Dauberval                            |
| 1799        | Judith und Holofernes                                                | 2 aktes | Herfst 1799, Wenen, Burgtheater             | naar Pietro Metastasio                  |

#### Balletten
| Voltooid in | titel                                              | aktes   | première                | libretto      | choreografie |
| ----------- | -------------------------------------------------- | ------- | ----------------------- | ------------- | ------------ |
| 1782        | La ritrovata figlia di Ottone II.                  | 5 aktes | 24 februari 1794, Wenen | A. Muzzarelli |              |
| 1798        | La tempesta di Telemacco                           |         |                         |               |              |
| 1799        | Die Maskerade oder Harlekins verschmitzte Streiche |         |                         | F. Clerico    |              |
|             | La morte di Ottone II. imperatore                  |         |                         |               |              |
|             | Ballo zur Krönung Leopolds II. 1791                |         |                         |               |              |

### Liederen
- 1798 Schottische liederen, voor bariton en piano
  1. Ye banks and braes o' bonnie Doon
  2. Nay gentle dames
  3. True hearted was he, the sad swain of Yarrow
  4. Wilt thou be my dearie?
  5. The gloomy night is gath'ring fast
  6. Ye banks, and braes, and streams around
  7. On a bank of flowers
  8. O poortith cauld and restless love
  9. Whar hae ye been a'day
  10. Now spring has clad the grove in green
  11. I've seen the smiling
  12. O were I on Parnassus' hill
  13. When merry hearts were gay
  14. Adieu ye streams that smoothly glide
  15. Tho' e'er sae fair
  16. Duncan Gray came here to woo
  17. O love will venture in
  18. Turn again, thou fair Eliza
  19. Gone is my heart, forever gone
  20. I saw ye Bonie Lesley

### Kamermuziek
- 1781 Trio in D groot, voor piano, viool en cello, op. 3 nr. 1
- 1781 Trio in F groot, voor piano, viool en cello, op. 3 nr. 2
- 1781 Trio in Es groot, voor piano, viool en cello, op. 3 nr. 3
- 1781 Trio in C groot, voor piano, viool en cello, op. 6 nr. 1
- 1781 Trio in G groot, voor piano, viool en cello, op. 6 nr. 2
- 1781 Trio in Bes groot, voor piano, viool en cello, op. 6 nr. 3
- 1786 Trio in C groot, voor piano, viool en cello, op. 21 nr. 1
- 1786 Trio in A groot, voor piano, viool en cello, op. 21 nr. 2
- 1786 Trio in Es groot, voor piano, viool en cello, op. 21 nr. 3
- 1787 Trio in G groot, voor piano, viool en cello, op. 23 nr. 1
- 1787 Trio in c klein, voor piano, viool en cello, op. 23 nr. 2
- 1787 Trio in F groot, voor piano, viool en cello, op. 23 nr. 3
- 1788 Trio in Bes groot, voor piano, viool en cello, op. 27 nr. 1
- 1788 Trio in A groot, voor piano, viool en cello, op. 27 nr. 2
- 1788 Trio in g klein, voor piano, viool en cello, op. 27 nr. 3
- 1789 Trio in Es groot, voor piano, viool en cello, op. 28 nr. 1
- 1789 Trio in D groot, voor piano, viool en cello, op. 28 nr. 2
- 1789 Trio in e klein, voor piano, viool en cello, op. 28 nr. 3
- 1790 Trio, voor piano, viool (of: fluit) en cello, op. 34 nr. 1
- 1790 Trio in G groot, voor piano, viool (of: fluit) en cello, op. 34 nr. 2
- 1790 Trio, voor piano, viool (of: fluit) en cello, op. 34 nr. 3
- 1792 Trio in C groot, voor piano, viool en cello, op. 36
- 1793 Trio in G groot, voor piano, viool en cello
- 1793 Trio in Es groot, voor piano, viool en cello
- 1793 Trio in C groot, voor piano, viool en cello
- 1799 Trio in F groot, voor piano, viool en cello, op. 44 nr. 1
- 1799 Trio in G groot, voor piano, viool en cello, op. 44 nr. 2
- 1799 Trio in D groot, voor piano, viool en cello, op. 44 nr. 3
- 1799 Trio in G groot, voor piano, viool en cello, op. 46 nr. 1
- 1799 Trio in Bes groot, voor piano, viool en cello, op. 46 nr. 2
- 1799 Trio in F groot, voor piano, viool en cello, op. 46 nr. 3
- 24 Fanfár, voor drie hoorns
- Fanfare, voor vier hoorns
- Serenade in D groot, voor fluit, hoorn, viool, altviool en cello, op. 11 nr. 1
- Serenade in Es groot, voor fluit, hoorn, viool, altviool en cello, op. 11 nr. 2
- Sonata in g klein, voor piano, viool en cello, op. 12 nr. 3
- Sonata, voor piano, op. 15 nr. 1
- Sonata, voor piano, op. 20 nr. 3
- Sonata, voor piano, Op. 26 nr. 3
- Sonate in D groot, voor piano
- Sonate concertante in Es groot, voor klarinet
- Sonaten für Hammerklavier, (in Bes groot, in C groot en As groot), op. 30 nr. 1-3
- Sonate in F groot, voor piano, op 35 nr. 1
- Sonate, voor piano, op. 38 nr. 3
- Stopp-Steh-Wild-in-Sicht-Fanfare, voor vier hoorns
- 4 Strijkkwartetten
- Trio in Es groot, voor piano, viool en cello
- Trio in A groot, voor piano, viool en cello
- Triosonate in D groot, voor piano, fluit en cello, op. 41 nr. 2
- Wachtel Fanfare, voor vier hoorns

### Werken voor orgel
- Pastorale in G groot, voor orgel
- Sonata la Chasse, op. 13 nr. 2

### Werken voor piano
- Pět sonát

### Werken voor gitaar
- Andantino, voor gitaar
- Pastorale, voor gitaar